# Unseligendissen
Koordinaten: 51° 11′ 10″ N, 9° 23′ 27″ O
Unseligendissen ist eine Wüstung im Südwesten der Gemarkung von Dissen, einem Stadtteil von Gudensberg im nordhessischen Schwalm-Eder-Kreis. Bei Grabungen um 1880 fand man Überreste der Siedlung. Der Ortsname bezieht sich wahrscheinlich auf ein beim Bau der Bahnstrecke Grifte–Gudensberg im Jahre 1898/99 in der Nähe wiederentdecktes Urnenfeld aus der Hallstattzeit (800–450 v. Chr.), wo „Unselige“, d. h. Nichtchristen, bestattet worden waren.

## Geographische Lage
Die Wüstung liegt halbwegs zwischen Dissen und der Kernstadt Gudensberg auf etwa 228 m Höhe unweit östlich der Kreisstraße K 6 und der Bundesautobahn 49 an der Gemarkungsgrenze Dissen/Gudensberg. Der markante Scharfenstein (304 m) erhebt sich etwa 900 m nördlich (jenseits der Autobahn), die heute in Naturstein gefasste Quelle Sonneborn befindet sich rund 300 m nordöstlich, und das gotische Kasseler Kreuz an der Abzweigung der K 6 von der K 7 steht etwa 600 m südwestlich.

## Geschichte
Die kleine Siedlung wurde im Jahre 1307 als „Unselgenhusen“ erstmals urkundlich erwähnt, als die Gebrüder von Wolfershausen ihrem Verwandten Konrad von Elben Güter im Ort übereigneten. Weitere Grundbesitzer im Ort waren verschiedene Adelsgeschlechter und geistliche Institutionen aus der Umgebung. Hermann von Grone, Kantor des St. Petri-Stifts zu Fritzlar, tätigte in den Jahren 1311, 1314 und 1318 erhebliche Grundstückskäufe in der Gemarkung: 1311 erwarb er vom Kloster Ahnaberg in Kassel dessen Güter in Unseligendissen und Dorla für 50 Mark reinen Silbers; 1314 von Gunther von Venne und dessen Ehefrau für 26 Pfund und 10 Schillinge Fritzlarer Pfennige deren Güter in Unseligendissen; ebenfalls 1314 von Johann von Venne dessen Güter in Unseligendissen; und auch 1314 drei Äcker von dem Pleban Heinrich zu Bauna. Noch im gleichen Jahr 1314 vermachte Hermann von Grone testamentarisch dem Kloster Haina erheblichen Grundbesitz samt Zubehör und Rechten, darunter auch drei Hufen zu Unseligendissen, deren Erträge er für die Armen in Fritzlar bestimmte. Im April 1318 befreiten die von Löwenstein-Schweinsberg ihre daraufhin im Mai von zwei ihrer Lehnsmannen dem Hermann von Grone, inzwischen Scholaster am Petristift, für 75 Mark verkauften lehnsrührigen Güter (2,5 Hufen und 3 Acker) zu Unseligendissen von Lehnsbindungen; bereits im Juni vermachte Hermann von Grone auch diese Güter dem Kloster Haina.
Die 1322 noch als Dorf bezeichnete Siedlung erfuhr bereits 1325 ihre letzte urkundliche Erwähnung, als die Herren von Elben dem Zisterzienserinnen-Kloster Nordshausen in Kassel ihre Güter zu Unseligendissen vermachten. Die letzten Bewohner zogen wohl um die Mitte des 14. Jahrhunderts in die nur etwa 1 km westlich gelegene und 1356 als selbständige Stadt gegründete sogenannte „Freiheit“ der von der landgräflichen Siedlungspolitik begünstigten Stadt Gudensberg.